# Liste der Bodendenkmäler in Beverungen
Die Liste der Bodendenkmäler in Beverungen enthält die denkmalgeschützten unterirdischen baulichen Anlagen, Reste oberirdischer baulicher Anlagen, Zeugnisse tierischen und pflanzlichen Lebens und paläontologischen Reste auf dem Gebiet der Stadt Beverungen im Kreis Höxter in Nordrhein-Westfalen (Stand: August 2020). Diese Bodendenkmäler sind in Teil B der Denkmalliste der Stadt Beverungen eingetragen; Grundlage für die Aufnahme ist das Denkmalschutzgesetz Nordrhein-Westfalen (DSchG NRW).
| Bild | Bezeichnung                                                                                    | Lage                 | Beschreibung | Bauzeit | Eingetragen seit | Denkmal- nummer |
| ---- | ---------------------------------------------------------------------------------------------- | -------------------- | ------------ | ------- | ---------------- | --------------- |
|      | Bronzezeitliche Grabhügel                                                                      | Amelunxen            |              |         | 10.08.1992       | 1               |
|      | Bronzezeitliche Grabhügel                                                                      | Amelunxen            |              |         | 10.08.1992       | 2               |
|      | Früh- und hochmittelalterlicher Siedlungsplatz Herbram                                         | Amelunxen            |              |         | 10.08.1992       | 3               |
|      | 800 m langer Abschnitt eines frühneuzeitlichen Hohlwegbündels der sog. Poststraße 3            | Beverungen           |              |         | 10.08.1992       | 4               |
|      | Früh- und hochmittelalterlicher Königsweg                                                      | Herstelle            |              |         | 10.08.1992       | 5               |
|      | Burganlage                                                                                     | Herstelle            |              |         | 10.08.1992       | 6               |
|      | 140 m langer bogig geführter Graben von bis zu 3 m Tiefe Spätmittelalterliche Hafenbefestigung | Rothe                |              |         | 10.08.1992       | 7               |
|      | Früh- und hochmittelalterlicher Siedlungsplatz Eilredessen des 8.–14. Jahrhunderts             | Rothe                |              |         | 10.08.1992       | 8               |
|      | Mittelalterliche Corveyer Höherbefestigung des 12. Jahrhunderts Mittelalterliche „Wildburg“    | Wehrden              |              |         | 10.08.1992       | 9               |
|      | Mittelalterlicher Turmhügel „Haneckenburg“                                                     | Wehrden              |              |         | 10.08.1992       | 10              |
|      | Schanze der früheren Neuzeit                                                                   | Wehrden              |              |         | 10.08.1992       | 11              |
|      | Früh- und hochmittelalterlicher Siedlungsplatz Eggersen                                        | Wehrden              |              |         | 10.08.1991       | 12              |
|      | Frühmittelalterliche Wallburgbefestigung „Hasselburg“                                          | Beverungen/Herstelle |              |         | 27.11.1992       | 13              |
|      | 300 m langer Abschnitt eines mittelalterlichen Hohlweges Mittelalterlicher Hohlweg             | Beverungen           |              |         | 27.11.1992       | 14              |